# キキョウ
キキョウ（桔梗、Platycodon grandiflorus）は、キキョウ科の多年生草本植物。山野の日当たりの良い所に育つ。日本のほぼ全国、朝鮮半島、中国、東シベリアに分布する。秋の七草の一つで、七草の朝顔をキキョウとする説のほかに、ムクゲやアサガオを当てる説もある。

## 形態
根は太く、黄白色。草丈は50-100cm程度。葉は一般には互生で先は尖っており縁に鋸歯がある。下面はやや白みがかっている。
秋の季語であるが、実際の開花時期は六月中旬の梅雨頃から始まり、夏を通じて初秋の九月頃までである。つぼみが徐々に緑から青紫にかわり裂けて星型の花を咲かせる。雌雄同花だが雄性先熟であり、まず雄しべが成熟して花粉が出て（雄花期）、その後に雌しべが開き柱頭が受粉可能になる（雌花期）。これは他家受粉の可能性を高めるための仕組みで、キキョウは雄性先熟の特徴を観察しやすい植物である。花冠は広鐘形で五裂、径4-5cm、雄しべ・雌しべ・花びら（花弁）はそれぞれ5つである。
なお、園芸品種には白色や桃色の花をつけるものや、鉢植え向きの草丈が低いもの、二重咲きになる品種やつぼみの状態のままほとんど開かないものなどがある。
- キキョウの花（雄性先熟の雌花期）
- 同、雄性先熟の雄花期（雌花の柱頭がまだ開いていない）
- つぼみ
- 白い花もある

## 名称
属名のPlatycodon は「広い釣鐘」を意味する。種小名のgrandiflorus は「大きな花の」という意味である。

なお、つぼみが風船のような形状であるため "balloon flower" という英名を持つ。

## 栽培
風通しのよい日なたで育てる。日陰では栽培できない。種蒔きは、2月から3月頃に行う。順調に育てば、蒔いた年に開花する。また、植え替えを行う時期も2月から3月頃で、芽出し直前に植え替えを行う。よく増えてすぐに根詰まりを起こすので、鉢植えの場合は毎年植え替えが必要になる。庭植えの場合は特に植え替えの必要はないが、3年に1回は掘り上げて株分けして植え直す。
増やし方としては、種蒔き、株分け、さし芽を利用する。株分けの時期は2月から3月頃で、芽出し直前に株を分ける。さし芽の時期は5月から6月頃で、新芽の先端をさす。
植物体再生の研究が進む。また漢方薬の素材として栽培される。

## 生薬

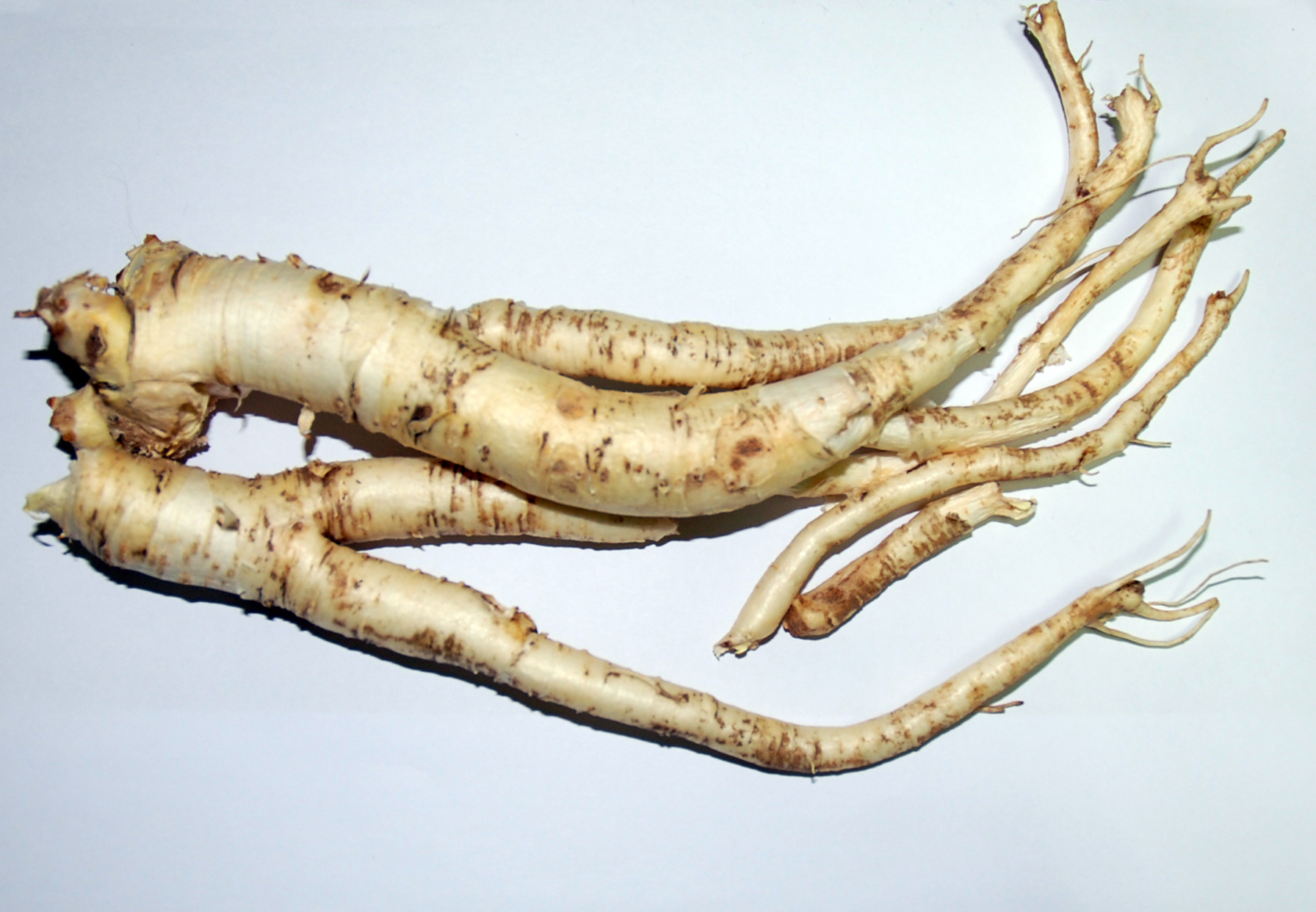
キキョウの根

キキョウの一種Platycodi Radix は根にサポニン（オレアナン型トリテルペンサポニン）を多く含み、生薬として利用される。日本薬局方では桔梗根、キキョウと表記する。生薬は根が太く内部が充実し、えぐ味の強いものが良品とされる。主な産地は韓国、北朝鮮、中国である。
鎮咳、去痰、排膿作用があるとされる。代表的な漢方処方に桔梗湯（キキョウ+カンゾウ）がある。炎症が強い場合には石膏と桔梗の組み合わせがよいとされ、処方例として「小柴胡湯加桔梗石膏」（しょうさいこかききょうせっこう）がある（桔梗石膏も参照）。
処方薬に鎮咳去痰の清肺湯、竹筎温胆湯、参蘇飲などの漢方方剤がある。1980年代末に抗腫瘍作用の考察があった。また1990年代末には耐糖能の研究がある。

## 文化
日本では、万葉の時代から人々から観賞されてきていた。貝原益軒の『花譜』（1694年）には、「紫白二色あり。（中略）八重もあり」と紹介されている。また、1年後に刊行された『花壇地錦抄』（1695年）には、絞り咲きや各種の八重咲き、「扇子桔梗（おうぎききょう）」と名づけられた帯化茎（たいかけい）のものなどがあげられている。

### 詩歌、歌謡
「万葉集」で、山上憶良が詠んだ歌のうちの「朝貌（あさがお）の花」は本種を指す。
萩の花 尾花 葛花 瞿麦の花 
0姫部志  また藤袴 朝貌の花—山上憶良（巻八 1538）
俳句では秋の季語となっている。夏目漱石の作品がある。
佛性は白き桔梗にこそあらめ—夏目漱石
朝鮮民謡トラジの主題はキキョウ（トラジ）。

### デザイン

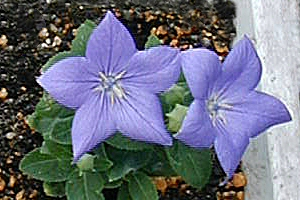
花の形

花の形から「桔梗紋」が生まれた。桔梗紋を紋所にした武家は美濃の山県氏、土岐氏一族が著名で、その土岐氏一族に連なる明智光秀も「土岐氏の〈水色桔梗紋〉」に由来する桔梗紋を使ったとされる。
越中（砺波、新湊、高岡）にも分布し、また岡山県南西部の旧六条院町（現在の浅口市）は紋章を決めるまで、どの大名家の系図すなわち紋章を優先するか議論があった。
能装束にあしらわれ、現代も家紋として続き、着物ほかに使われる。
現在の晴明神社で神紋とする桔梗印は、元来、安倍晴明が使用した五芒星を指す。

## 絶滅危惧種
前田利保の命で編纂され、1853年（嘉永6年）に序文が書かれた植物図譜『本草通串証図（ほんぞうつうかんしょうず）』には、現在は見ることのできない緑色の八重咲きや濃い黄色、花弁が基部深くまで切れ込んでそれぞれが外側に丸まってウサギの耳のような形になる「兎耳桔梗」、花弁が平皿のような形になる「紋桔梗」などのほか、現在も見られる桃色やウズキキョウ、早咲きのものが彩色図で収録されている。残念ながら、これらの多様なキキョウの園芸品種は、その多くが明治の中ごろまでに途絶えてしまっている。絶滅危惧II類 (VU)（環境省レッドリスト）
自生株は近年減少傾向にあり絶滅が危惧されている。

## 市の花
50音順。
- 伊勢原市
- 一宮市
- 鎌ケ谷市
- 掛川市
- 塩尻市 - 桔梗ヶ原（市内の地名）
- 多治見市
- 土岐市
- 名張市
- 瑞浪市
- 山県市
- 龍ケ崎市